# Taw Patera
La Taw Patera è una struttura geologica della superficie di Io.